# Seduction (Wiley)
Seduction è un singolo del rapper britannico Wiley, pubblicato il 1º maggio 2011 come primo estratto dal primo EP Chill Out Zone.
Il singolo ha visto la collaborazione della cantante britannica Alexa Goddard.

## Successo commerciale
Il singolo ha ottenuto grande successo nel Regno Unito.